# Ambassade d'Algérie en Corée du Sud
L'ambassade d'Algérie en Corée du Sud est la représentation diplomatique de l'Algérie en Corée du Sud, qui se trouve à Séoul, la capitale du pays.
L'Ambassade est une adjonction pour la Corée du Nord.